# Hôtel de Kersalio
L'hôtel de Kersalio est un hôtel particulier situé au Croisic, en France.

## Localisation
L'hôtel est situé au 10-11 Quai de la Petite Chambre, sur la commune du Croisic, dans le département de la Loire-Atlantique.

## Historique
Le monument est inscrit au titre des monuments historiques depuis le 17 décembre 2021.